# مرقوريوس

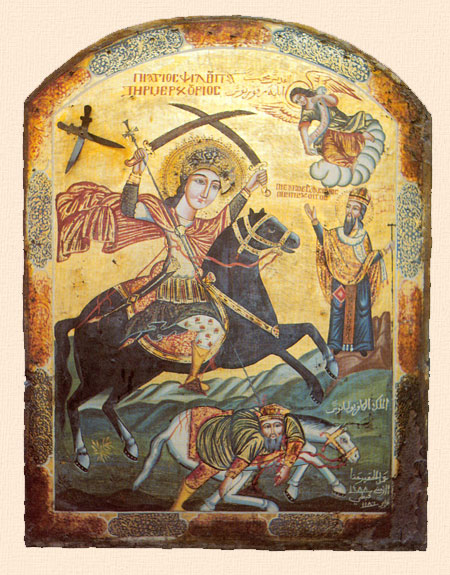
أيقونة تمثل القديس أبا سيفين وهو يقتل الإمبراطور الروماني يوليانوس الجاحد وفقا للرواية المسيحية

مرقوريوس (224 ـ 250) هو قديس وشهيد مسيحي، ولد باسم فيلوباتير (وتعني: محب الأب) في مدينة إسكنتوس في مقاطعة قبادوقية في شرق آسيا الصغرى. يعرف أيضًا بلقب أبو سيفين، في إشارة إلى السيف الثاني الذي يُروى أن الملاك ميخائيل أعطاه إياه.
عندما بلغ فيلوباتير دور الشباب انتظم في سلك الجندية أيام الإمبراطور ديكيوس (الذي كان وثنيًا)، فاكتسب رضا رؤسائه لشجاعته، فدعوه باسم مرقوريوس، وكان من المقربين لدي الملك ، ولكنه تغير عليه فيما بعد بسبب إيمانه المسيحي وأمر بقتله.
يعد مرقوريوس أبو سيفين قديسًا في عرف كل من الكنيسة الكاثوليكية والكنائس الأرثوذكسية الشرقية والكنائس الأرثوذكسية المشرقية، وتحتفل الكنائس الشرقية بعيده في 24 نوفمبر (25 هاتور بالتقويم القبطي)، بينما تحتفل به الكنائس الغربية في 11 نوفمبر من كل عام.

## أعياد القديس أبو سيفين عند الكنيسة القبطية
تحتفل الكنيسة القبطية بثلاثة تذكارات سنوية لهذا القديس في:
- 25 هاتور (الموافق 4 ديسمبر)
- 25 أأبيب (الموافق 1 أغسطس): عيد تكريس أول كنيسة
- 9 بؤونة (الموافق 16 يونيو): وصول ذخيرة من رفاته[1]

## حياته

### عائلة
كان مرقوريوس ابن يارس، ضابطًا في الجيش الروماني. يوم، بينما كان يارس يصطاد في الغابة مع والده، تعرض الاثنان لهجوم من قبل حيوان. قفز الحيوان على والد يارس، مما تسبب في إغماء يارس. بينما كان يارس فاقدًا للوعي، كانت لديه رؤية ذات ضوء ساطع وصوت يقول:
يارس، أنا إلهك الذي يحبك. أعلم أن لديك قلبًا طيبًا وأنك تكره الأصنام الوثنية. أريد أن أبلغكم أن ابنك، فيلوباتير، سيصبح مثل شجرة تحمل ثمارًا جيدة، وبسببه، سأباركك أنت وزوجتك. سيكون فيلوباتير شهادتي وسيتحدى كل تحيز باسمي.
تم تعميد ياريس وزوجته وابنه بعد فترة وجيزة. تم إعطاء الثلاثة أسماء جديدة. أصبح يارس نوحًا، وأصبحت زوجته سافينا، ومرقوريوس فيلوباتير. انتشرت أخبار تعميدهم بسرعة في المدينة وأمر الأمير باعتقالهم وإلقاءهم في الحيوانات البرية. ومع ذلك، فإن الحيوانات لم تؤذهم وقرر الأمير إطلاق سراح نوح وعائلته. عندما هاجم البرابرة، ذهب نوح ليقاتلهم. تم أسره ونقله إلى بلادهم حيث مكث فيه سبعة عشر شهراً. عندما انتهت الحرب أخيرًا، عاد إلى مدينته وانضم إلى عائلته، لكنه توفي بعد فترة وجيزة.
ويقال أيضًا إن القديس فيلوباتير مرقوريوس هو ابن عم القديس جورج كابادوكيا.

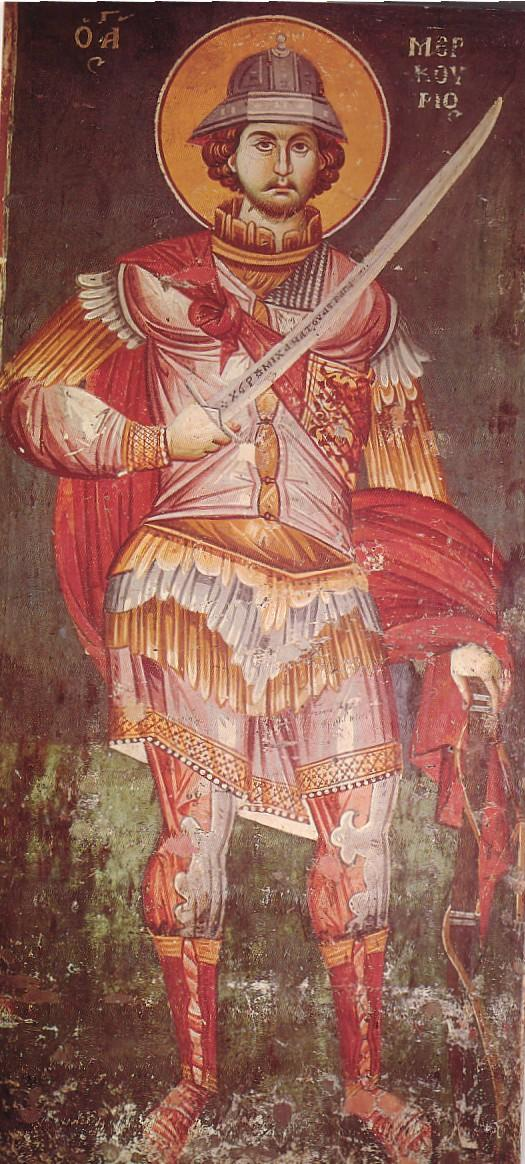
لوحة جدارية يونانية بيزنطية للقديس مرقوريوس، بتاريخ 1295، من أوهريد، مقدونيا الشمالية

### مهنة القديس مرقوريوس العسكرية
بعد وفاة نوح، اختار الإمبراطور الروماني الوثني ديسيوس (حكم 249-251) مرقوريوس ليحل محل والده. وصف مرقوريوس بأنه قوي وشجاع للغاية، وقد نال احترام زملائه الجنود واكتسب شهرة باعتباره المبارز. عندما هاجم البرابرة روما، خرج ديسيوس لمحاربتهم لكنه خاف عندما رأى عددهم. ثم تقدم إليه مرقوريوس وقال: «لا تخف، لأن الله سيقتل أعدائنا وينصرنا».
بعد عدة أيام من القتال، ظهر رئيس الملائكة ميخائيل لميركوريوس حاملاً سيفًا لامعًا. أخذ القديس السيف من رئيس الملائكة، ومن هنا جاء اسم أبو سيفين - «صاحب سيفين»: سيف عسكري وسيف إلهي. غزا البرابرة. عندما سمع ديسيوس نبأ النصر المنتصر، عين مرقوريوس أميرا.

### استشهاد القديس مرقوريوس
ومع ذلك، في عام 249، بدأ ديسيوس اضطهاده للمسيحيين، وأجبر الجميع على تقديم القرابين لآلهته الوثنية. ظهر رئيس الملائكة ميخائيل لمرقوريوس وأخبره أن يتذكر الله وألا يخاف من الاضطهاد. تم تشجيع القديس وقضى الليل كله يصلي بحرارة، معترفًا بضعفه أمام الله.
أرسل الإمبراطور رسلًا لاستدعاء مرقوريوس إلى القصر قائلاً: «عزيزي مرقوريوس، لنذهب ونقدم البخور للآلهة التي ساعدتنا على تحقيق النصر في الحرب». أثناء مغادرتهم، تسلل مرقوريوس بين الحشد وذهب بعيدًا. إلا أن أحد الحراس أبلغ عن غيابه، واتصل الإمبراطور مرقوريوس وسأله: «هل صحيح أنك رفضت عبادة الأصنام التي ساعدتنا أثناء الحرب؟» أعلن مرقوريوس نفسه مسيحياً قائلاً: «إني لا أعبد أحداً إلا ربي وإلهي يسوع المسيح».
حاول الإمبراطور إقناعه بالتخلي عن إيمانه لكنه فشل. ثم أمر مرقوريوس بتجريده من رتبته وتعذيبه. خوفا من ثورة لأن الناس أحبوا مرقوريوس، قام الإمبراطور بتقييده في قيود حديدية وأرسله إلى قيصرية. تم قطع رأس مرقوريوس في 4 ديسمبر 250 م. كان عمره 25 عامًا فقط.

## تقاليد أخرى

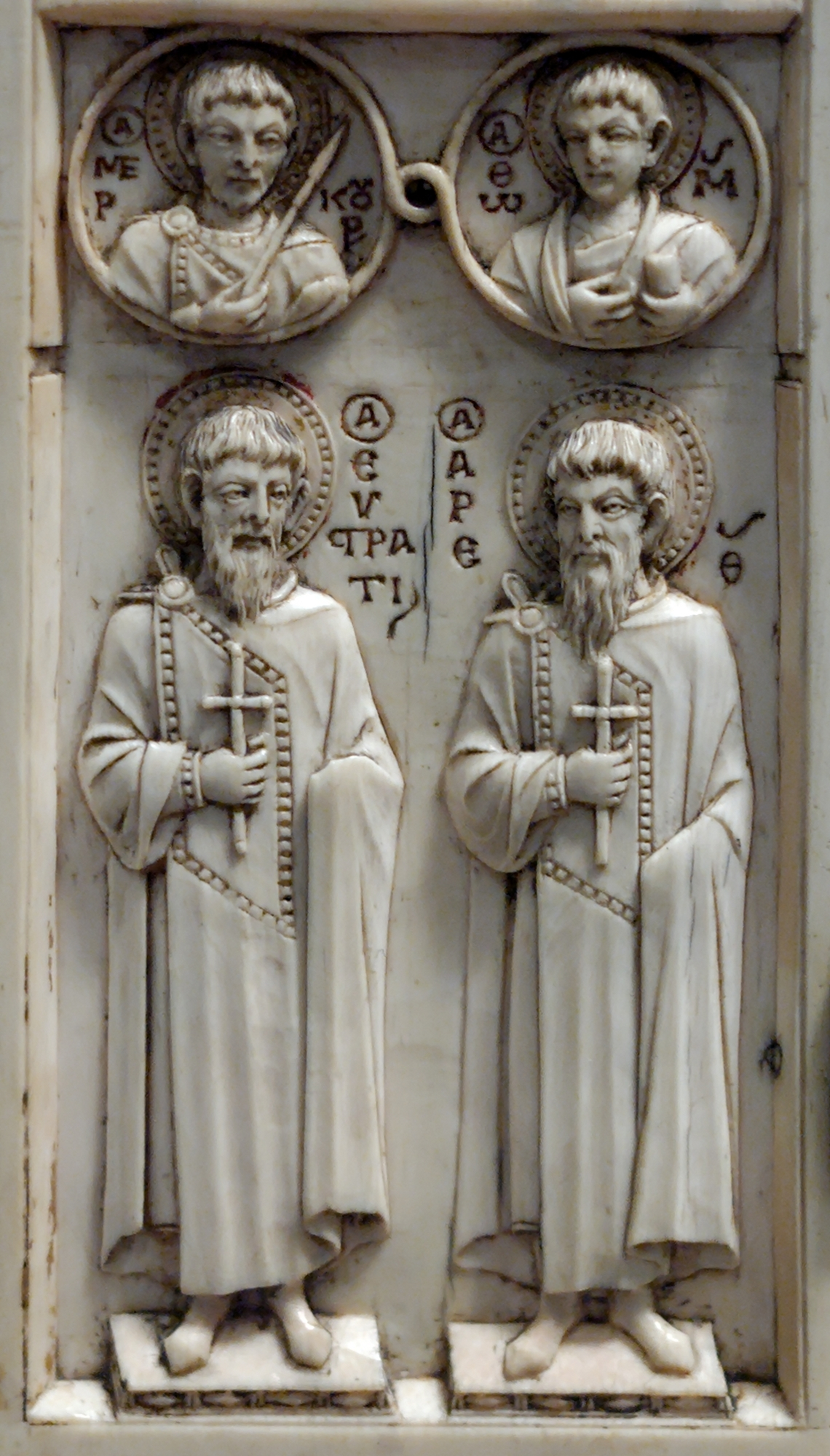
القديس أريتاس مع القديس أوستراتيوس. في الدائرية، مرقوريوس وتوما الرسول. من Harbaville Tryptych.

بعد انتهاء الاضطهاد الأول، تم الكشف عن مكان دفن القديس. ظهر مرقوريوس لرجل فقير في المدينة وأخبره أنه «مرقوريوس شهيد الرب». «دفنت جسدي في حدائق كابادوكيا، تحت المنزل القديم في الطريق إلى القصر الملكي. بدا جسدي ابيض كالثلج لان يسوع كان حاضرا وقت استشهادي».
في صباح اليوم التالي ذهب الرجل ليحفر تحت المنزل القديم. بدأ يشم رائحة العطر، ويرى جسد القديس. انتشر الخبر بسرعة وجاء كثير من الناس لإلقاء نظرة على الجسد المبارك. قاموا بنقلها مؤقتًا إلى الكنيسة المحلية حتى بنوا كنيسة جديدة تحمل اسمه حيث دُفن جسد مرقوريوس باحترام وتفان.
بعد سنوات قليلة، قام كاثوليكوس أرمينيا ورئيس أساقفة الكنيسة الأرمنية الرسولية بزيارة مصر والتقى بطريرك الإسكندرية، زعيم الكنيسة القبطية الأرثوذكسية. سأله الأخير عما إذا كان يمكن لمصر أن يكون لها جزء من رفات القديس مرقوريوس ليتم وضعها في الكنيسة التي تحمل اسمه في مصر. في 9 باوني (16 يونيو)، تم نقل جزء من رفات القديس مرقوريوس المباركة إلى مصر.
وفقًا لأحد التقاليد، صلى القديس باسيليوس ذات مرة أمام أيقونة صُوِّر عليها مرقوريوس كجندي يحمل رمحًا. طلب من الله ألا يسمح للإمبراطور جوليان المرتد (361-363) بالعودة من حربه ضد الفرس واستئناف اضطهاده للمسيحيين. أصبحت صورة الشهيد العظيم مرقوريوس المرسومة على الأيقونة غير مرئية، لكنها عاودت الظهور لاحقًا بحربة ملطخة بالدماء. جوليان المرتد، خلال حملته الفارسية، أصيب بجروح قاتلة برمح جندي مجهول.
تنسب الراهبات ورئيساتهن الأم إيريني في دير القديس مرقوريوس في القاهرة شفاعة القديس لإبطال قرار الحكومة بمصادرة ممتلكاتهم لصالح وزارة الدفاع.

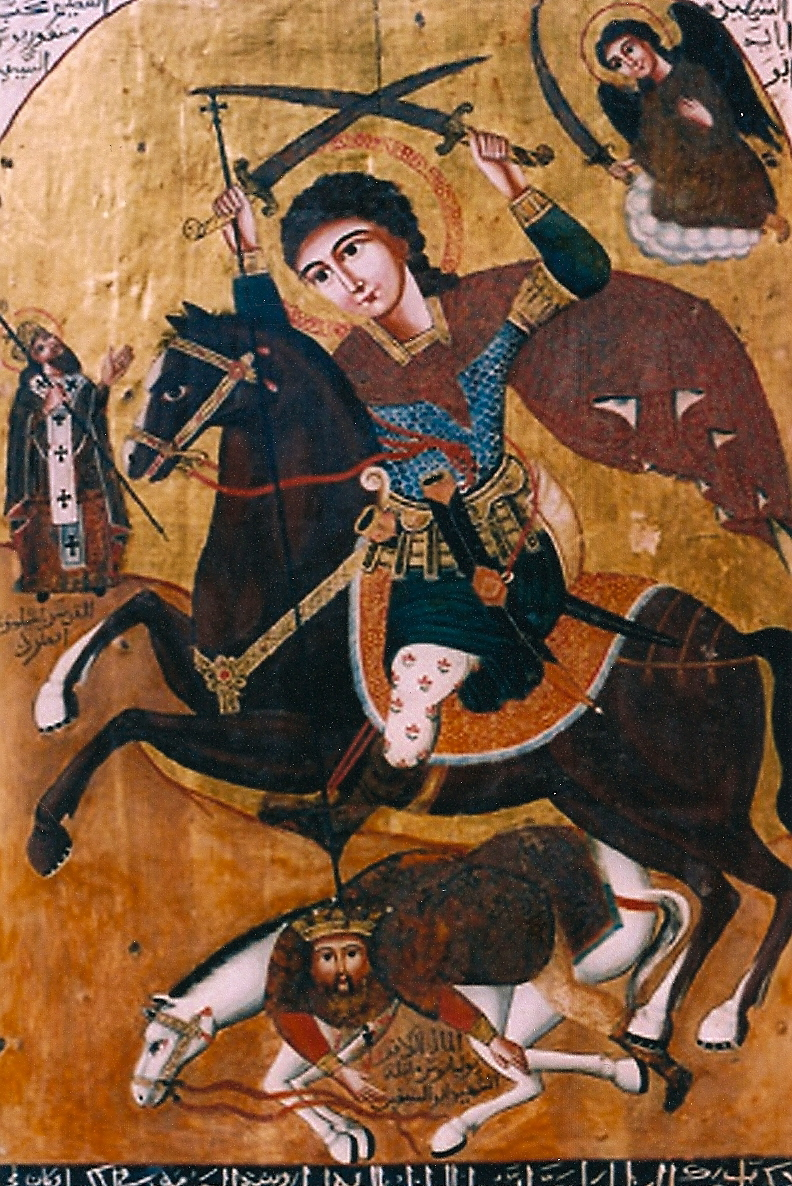
أيقونة قبطية للقديس مرقوريوس بريشة يوحنا الأرماني في الكنيسة المعلقة، القاهرة.